# Gyan Bhalla
Gyan Prakash Bhalla (ur. 22 kwietnia 1910, zm. ?) – indyjski lekkoatleta, uczestnik LIO 1936.
Na igrzyskach w Berlinie wystartował w biegach na 400 i 800 m odpadając w eliminacjach.

## Wyniki
| Dystans | Eliminacje                         | Ćwierćfinał   | Półfinał      | Finał         | Finał |
| Dystans | Eliminacje                         | Ćwierćfinał   | Półfinał      | Wynik         |       |
| ------- | ---------------------------------- | ------------- | ------------- | ------------- | ----- |
| 400 m   | 5. miejsce w biegu kwalifikacyjnym | Nie awansował | Nie awansował | Nie awansował |       |
| 800 m   | 8. miejsce w biegu eliminacyjnym   | Nie awansował | Nie awansował | Nie awansował |       |